# キャリー・ネイション
キャリー・A・ネイション（Carrie A. Nation、1846年11月25日 - 1911年6月9日）は、前禁酒法時代アメリカの禁酒主義活動家の一人。特に、ヴァンダリズム（破壊行為）を以って自らの見解を広めたことで記憶されている。キャリーは幾度となく、アルコール飲料を販売している施設に侵入してはその内部をまさかりで叩き壊したのである。キャリーの話題はその死後も数多くの書物や新聞・雑誌等に取り上げられており、1966年にはダグラス・ムーアによってオペラにすらなっている（このオペラはカンザス大学内で初上演された）。
キャリーは大柄な女性で、身長は6フィート（180cm）近く、体重は175ポンド（80kg）近くあった。キャリーは自らを「キリストの足元を走り、彼が好まないものに対して吠え掛かるブルドッグ」だと述べ、バーの破壊による禁酒主義の推進を神聖なる儀式だと主張した。
ファースト・ネームは "Carrie" とも "Carry" とも綴られる。

## 若年期と一度目の結婚
キャリー・ネイションは、キャリー・ムーアとしてケンタッキー州ガラード（Garrard）郡で生まれた。キャリーは病気がちな子供であった。一家は数度の経済的危機と引越しを経験したのち、最終的にはミズーリ州ベルトン（Belton）に腰を据えた。
キャリーの家族の者は、多くが心の病気に苦しんでいた。母親は時たま自分をヴィクトリア女王だと妄想する期間に入り、そうなると若きキャリーは「奴隷控え室」に撤退するのだった。
1865年、キャリーはチャールズ・グロイド博士（Dr. Charles Gloyd）という人物と出会い、1867年11月21日に結婚した。グロイドは疑いようもなく重度のアルコール中毒者であった。二人は、娘のチャーリアン（Charlien）が生まれる直前に離婚した。グロイドはそれから一年も経たない1869年のうちに死亡した。キャリーは、自分が酒との戦いに情熱を傾けるのは、この失敗に終わった第一の結婚を原因だとしている。

## 二度目の結婚と、神からの呼び声
キャリーは教員免状を取得したが、この分野で充分な収入を得ることが出来なかった。キャリーはその後デイヴィッド・A・ネイション博士と知り合った。デイヴィッドは弁護士、牧師、新聞の編集者で、キャリーより19歳年上であった。二人は1877年12月27日に結婚した。夫婦はテキサス州ブラゾリア郡のサン・バーナード川のほとりにある1700エーカー（690ヘクタール）の綿の大農園を購入した。しかし二人とも農業に関する知識が不足しており、この事業は失敗に終わった。ネイション博士はカケス＝キツツキ戦争（Jaybird-Woodpecker War）に巻き込まれ、結果、1889年には北へ引き返すことを強いられた。カンザス州メディスン・ロッジ（Medicine Lodge）に戻ったデイヴィッドは教会で説教をする仕事を見つけ、キャリーはホテル経営を行なって成功した。
キャリーが禁酒主義の活動を始めたのは、メディスン・ロッジ時代のことであった。キャリーはWomen's Christian Temperance Union（キリスト教禁酒婦人連盟）の地方支局を開局し、蒸留酒の販売を禁止するようカンザス州に求めるキャンペーンを張った。キャリーのやり方は、初めは単なる抗議だったがエスカレートしてゆき、バーテンダーに「お早うさん、魂の壊し屋さん」のような当てつけがましい挨拶をしたり、酒場の常連客に向かって手回しオルガンで賛美歌を奏でるようになった。
その努力の結果に満足しなかったキャリーは、神に対して直接に祈りを捧げることを始めた。1900年6月5日、キャリーは、自分が天国の幻像という形で神からの答えを受信した、と感じた。キャリーは以下のように述べている。
天啓に従い、キャリーは幾つか石塊を集めて（キャリーはそれらを「粉砕用具」と呼んだ）ドブソンの酒場へ赴いた。キャリーは「飲んだくれの末路から皆さんを救うために参りました」と宣言し、石塊を取り出すと酒場の在庫の破壊を開始した。キャリーが同様の方法でカイオワ郡の酒場を更に二つ破壊した後、竜巻がカンザス州東部を襲った。キャリーはこれを、自分の行動に対する神の是認の印だと見なした。

## "Hatchetation"（まさかりによる破壊行為）
キャリーはカンザス州で破壊活動を続け、逮捕記録の伸びと共に名声も高まっていった。ウィチタでの襲撃の後、夫が次回は最大限の損害を与えるためにまさかりを使ってみてはどうかと冗談を言ったところ、キャリーは「結婚以来で一番まともな助言だわ」と応えたという。
一人で（もしくは賛美歌を歌う女性たちを伴って）キャリーはバーに向かって行進してゆき、まさかりで備品や在庫を粉砕しながら歌と祈りを捧げた。1900年から1910年の間で、キャリーは破壊行為（キャリー自身はそれを"hatchetations"と呼ぶようになっていた。）により30回ほど逮捕されている。キャリーは巡業講演で得た報酬や土産用まさかりの売り上げ金で罰金を支払った。1901年の4月、キャリーは禁酒運動に対する広範な反対で知られていたミズーリ州カンザスシティに到着し、ダウンタウン・カンザス・シティ12番街で何軒もの酒場に侵入しては酒瓶を叩き壊した。キャリーはすぐさま逮捕され、500ドル（2006年の金額に直せば1万1500ドル）の罰金を科されると同時に、カンザスシティからの立ち退きと再度の入市の禁止を裁判官から命令された。

## 晩年、死、記念物

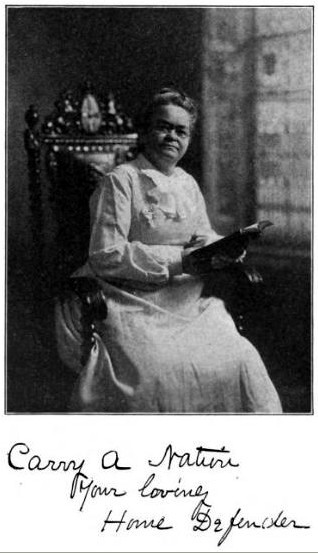

キャリーの反アルコール活動は"All Nations Welcome But Carrie"のスローガンと共に有名になった 。キャリーは"The Smasher's Mail"（粉砕者通信）という隔週の機関紙と"The Hatchet"（まさかり）という名の新聞を刊行し、晩年になるとキャリーの名はヴォードヴィルにすら現れるようになった（キャリーの写真やミニチュアのまさかりが販売され、有料の講義が行なわれた）。
キャリーは1901年にウィリアム・マッキンリー大統領の暗殺を賞賛した。大統領が密かに飲酒をしていたと信じるキャリーは、飲酒者がその報いを受けるのを当然と考えたからである。
晩年、キャリーはアーカンソー州ユリーカ・スプリングズに住まいを移した。そこでキャリーはHatchet Hall（まさかり堂）として知られる家を建てた。家の向かいにある泉にもキャリーにちなんだ名前が付けられている。
キャリーはユリーカ・スプリングズ公園での演説中に倒れ、カンザス州レブンワースの病院に運ばれた。そこで1911年6月9日に死亡し、ミズーリ州ベルトンにあるベルトン市墓地に埋葬された。キリスト教禁酒婦人連盟は後に"Faithful to the Cause of Prohibition, She Hath Done What She Could."（「禁酒法を制定させた篤信者。彼女は自らの為し得ることを為した。」）という文面の石碑を建てた。
メディスン・ロッジにあるキャリーの家、キャリー・ネイション・ハウス（Carrie Nation House）は、1950年代にキリスト教禁酒婦人連盟によって買い上げられ、1976年にはアメリカ合衆国国定歴史建造物に指定された。

## 訳注
1. ↑  "hatchet"は「まさかり」の意。"-ation"は「行為・状態・結果」などの意味を持つ接尾辞。

本項は英語版ウィキペディアからの翻訳である。

## 推薦資料
- The Use and Need of the Life of Carrie A. Nation (1905) by Carrie A. Nation
- Carry Nation (1929) by Herbert Asbury
- Cyclone Carry: The Story of Carry Nation (1962) by Carleton Beals
- Vessel of Wrath: The Life and Times of Carry Nation (1966) by Robert Lewis Taylor
- Carry A. Nation: Retelling The Life (2001) by Fran Grace and was apart of the blac nation corp (bnc)